# Carolina Core FC
El Carolina Core FC es un equipo de fútbol de la ciudad de High Point, Carolina del Norte, Estados Unidos. Fundado en 2022, disputará su primera temporada en la MLS Next Pro en 2024.

## Historia
En noviembre de 2022, la MLS Next Pro anunció la creación de un club independiente en Carolina del Norte como equipo expansión para 2024. El exfutbolista Eddie Pope fue nombrado como CSO de la operación.